# شركة تصنيع مواد التعبئة والتغليف
شركة تصنيع مواد التعبئة والتغليف (فيبكو) هي شركة مساهمة عامة سعودية، تأسست في الحادي عشر من يوليو عام 1991، برأس مال يبلغ مئة وخمس عشر مليون ريال سعودي، تنشط الشركة في إنتاج أكياس منسوجة ومبطنة للاستخدامات الشاقة، وتسويق إنتاج الأكياس المنسوجة من البولي بروبلين المبطن، وغير المبطن وتعبئة وتغليف المنتجات المحلية الصناعية والزراعية وتسويقها في المملكة العربية السعودية وخارجها.

## النشاط
إنتاج الاكياس المنسوجة من البولي بروبيلين المبطن باكياس بولي اثيلين منخفض الكثافة وغير المبطن للاستخدامات الشاقة واكياس كبيرة الحجم وطرابيل بلاستيكية وأشرطة تربيط بلاستيكية وحشوات بلاستيكية للكابلات وخيوط بلاستيكية واكياس شبكية لتعبئة الخضروات والفواكه ورولات منسوجة من البولي بروبلين وبطانات اثيلين، واكياس الاسمنت ذات الفتحات الجانبية، وإعادة تدوير مخلفات البلاستيك

## التاريخ
شركة مساهمة سعودية مسجلة في الرياض بتاريخ 4/12/1411 تحت سجل تجاري رقم 1010084155 وفق قرار وزاري رقم 851 تاريخ 17/شوال/1411والقرار 953 تاريخ 29/11/1411.

## الشركات التابعة
| اسم الشركة التابعة | نسبة الملكية | النشاط الرئيسي          | مكان العمليات                     | مكان التأسيس             |
| ------------------ | ------------ | ----------------------- | --------------------------------- | ------------------------ |
| شركة فبك للصناعة   | 100.00%      | الأنسجة التقنية المغلفة | الرياض - المملكة العربية السعودية | المملكة العربية السعودية |

## البيانات
| تاريخ التأسيس | تاريخ الادراج | الرمز الدولي | نهاية السنة المالية | مراجعي الحسابات                   |
| ------------- | ------------- | ------------ | ------------------- | --------------------------------- |
| 16-06-1991    | /             | SA0007879352 | 31/12               | شركة أسامه عبدالله الخريجي وشركاه |

## ملف الأسهم
| رأس المال المصرح به (ريال سعودي) | عدد الأسهم المصدرة | رأس المال المدفوع (ريال سعودي) | القيمة الاسمية للسهم | القيمة المدفوعة للسهم |
| -------------------------------- | ------------------ | ------------------------------ | -------------------- | --------------------- |
| 115,000,000                      | 11,500,000         | 115,000,000                    | 10                   | 10                    |

* آخر تحديث:

## تغيرات في راس المال
| تاريخ اعلان التوصية | نوع الإصدار | تاريخ الاستحقاق | رأس المال الجديد | رأس المال السابق | الفرق التراكمي | ملاحظات |
| ------------------- | ----------- | --------------- | ---------------- | ---------------- | -------------- | ------- |
| 2009-09-26          | منحة اسهم   | 2009-12-29      | 115,000,000      | 68,750,000       | + 46,250,000   |         |

* آخر تحديث:  2021/06/06
- المصدر:  إفصاح